# ناوشکن گوانگ‌گه‌تو بزرگ
ناوشکن‌های رده گوانگ‌گه‌تو بزرگ (کره‌ای: 광개토대왕급 구축함; هانجا: 廣開土大王級 驅逐艦) که اغلب KDX-I نامیده می‌شوند، ناوشکن هستند، اما برخی آنها را به عنوان ناوچه طبقه‌بندی می‌کنند، که توسط نیروی دریایی جمهوری کره اداره می‌شود. این نخستین مرحله از برنامه KDX نیروی دریایی کره جنوبی بود که در آن نیروی دریایی کره جنوبی از یک نیروی دفاعی ساحلی به یک نیروی دریایی آب‌های آزاد مبدل می‌شد.
| Kors Gwanggaeto the Great ناوشکن گوانگ گه‌تو بزرگ | Kors Gwanggaeto the Great ناوشکن گوانگ گه‌تو بزرگ |
| ------------------------------------------------ | ------------------------------------------------ |
| ناوشکن گوانگ گه‌تو بزرگ                           |                                                  |
| اطلاعات کلی                                      |                                                  |
| نوع کشتی                                         | ناوشکن                                           |
| کلاس                                             | اصلی                                             |
| کشور سازنده                                      | کره جنوبی                                        |
| ساخت کارخانه                                     | شرکت صنایع سنگین Daewoo , Okpo , Geoje           |
| تاریخ به آب اندازی                               | ۲۰۰۰–۱۹۹۴                                        |
| ورود به ناوگان                                   | ۱۹۹۸ تا اکنون                                    |
| مشخصات                                           |                                                  |
| طول کشتی                                         | ۱۳۵٫۵ متر                                        |
| سرعت                                             | (۵۶ کیلومتر در ساعت؛ سرعت:۳۵ گره)                |
| برد عملیاتی                                      | ۴۵۰۰ مایل دریایی                                 |
| جنگ‌افزارها                                       |                                                  |
| سرنوشت                                           |                                                  |

## توسعه
ناوشکن KDX-I برای جایگزینی ناوشکن‌های پیشین قدیمی ROKN که در دهه‌های ۱۹۵۰ و ۱۹۶۰ میلادی از نیروی دریایی ایالات متحده آمریکا منتقل شده بودند، طراحی شد. تصور می‌شد که این یک نقطه عطف بزرگ برای ROKN باشد، زیرا به آب انداختین نخستین KDX-I به این معنی بود که ROKN سرانجام توانایی اعمال قدرت به دور از سواحل خود را داشت. پس از به آب انداختن کشتی، موج عظیمی از مشارکت بین‌المللی کره‌جنوبی علیه دزدان دریایی و عملیات نظامی غیر از جنگ به راه افتاد.